# チョンブリー駅
チョンブリー駅（チョンブリーえき、タイ語:สถานีรถไฟชลบุรี）は、タイ王国の中部チョンブリー県ムアンチョンブリー郡にある、タイ国有鉄道東本線サッタヒープ支線の駅である。

## 概要
チョンブリー駅は、タイ王国中部チョンブリー県の県庁所在地で、人口30万人が暮らすムアンチョンブリー郡にある東本線サッタヒープ支線の駅である。市街地より東側に2.5km程離れた所に位置する為、利便性が悪い。駅の正面側（西側）が、市街地である。駅近辺には何も無く、駅正面を250m程行った所に国道3号線が走っている。
1日に2本の普通列車（1往復）の発着しかなく、しかもその運行日は月曜日 - 金曜日（土曜日、日曜日は運行しない）のみである。クルンテープ駅から、2時間55分程度でありその運賃は23バーツ（約60円）である。当線のメインは貨物列車であり、その頻度が高いため当駅を含むフアマーク駅 - レムチャバン駅間は複線区間となっている。（フアマーク駅 - チャチューンサオ駅間は3線）

## 歴史
1908年1月24日に、東本線のクルンテープ駅 - チャチューンサオ駅が開業した。約81年後の1989年7月14日に、当駅を含むサッタヒープ駅まで延伸開業した。
- 1908年1月24日【開業】クルンテープ駅 - チャチューンサオ駅 (60.99km)
- 1989年7月14日【開業】チャチューンサオ駅 - サッタヒープ駅 (123.04km)

## 駅構造
単式及び島式2面の複合型ホーム3面3線をもつ地上駅であり、駅舎はホームに面している。

## 駅周辺
- チョンブリー・バスターミナル (5km)
- チョンブリー・スタジアム (5km)
- アマタナコーン工業団地 (12km)